# Imprescindibles
Imprescindibles es un programa de Televisión Española que se emite desde 2010 en La 2 de TVE con el propósito de acercar al gran público la vida y la obra de los creadores que con su talento han ido conformando la cultura española de los siglos XIX y XX. En 2019 recibió el Premio Nacional de Televisión, concedido por el Ministerio de Cultura y Deporte.

## Objetivos
La intención era ofrecer la mayor variedad posible de personajes y de disciplinas artísticas: literatura, pintura, escultura, fotografía, cine, teatro, danza, música o arquitectura son algunas de ellas. Esa pluralidad de protagonistas se aborda desde enfoques también muy diversos, lo que hace de cada uno de los documentales una obra independiente, tanto en la forma de narrar el contenido como en la factura visual. Como parte de una televisión pública, otro de los objetivos de Imprescindibles  es crear un amplio catálogo de documentales que enriquezcan el patrimonio audiovisual español.

## Temporadas
| Temporada | Temporada | Episodios | Primera emisión | Última emisión |
| --------- | --------- | --------- | --------------- | -------------- |
|           | 1         | 27        | 04.07.2010      | 24.06.2011     |
|           | 2         | 8         | 23.09.2011      | 20.05.2012     |
|           | 3         | 12        | 30.11.2012      | 14.04.2013     |
|           | 4         | 23        | 20.10.2013      | 06.06.2014     |
|           | 5         | 20        | 26.09.2014      | 25.06.2015     |
|           | 6         | 18        | 02.10.2015      | 24.06.2016     |
|           | 7         | 17        | 03.10.2016      | 26.06.2017     |
|           | 8         | 12        | 09.10.2017      | 28.05.2018     |
|           | 9         | 15        | 07.10.2018      | 30.06.2019     |
|           | 10        | 19        | 29.09.2019      | 28.06.2020     |
|           | 11        | 34        | 20.09.2020      | 04.07.2021     |
|           | 12        | 22        | 26.09.2021      | 00.00.2022     |
|           | 13        | -         | 00.09.2022      | 00.00.2023     |

## Episodios

### Temporada 1 (2010-2011)
| Lista de episodios emitidos | Lista de episodios emitidos | Lista de episodios emitidos | Lista de episodios emitidos                              | Lista de episodios emitidos                                               | Lista de episodios emitidos | Lista de episodios emitidos |
| Núm. total                  | Núm. temporada              | Fecha de estreno            | Título                                                   | Protagonista/s                                                            | Link                        |                             |
| --------------------------- | --------------------------- | --------------------------- | -------------------------------------------------------- | ------------------------------------------------------------------------- | --------------------------- | --------------------------- |
| 1                           | 1                           | 04.07.2010                  | Jaume Plensa                                             | Jaume Plensa                                                              | (rtve.es/play)              |                             |
| 2                           | 2                           | 19.09.2010                  | Érase una vez Juan Marsé                                 | Juan Marsé                                                                | (rtve.es/play)              |                             |
| 3                           | 3                           | 23.09.2010                  | Gil de Biedma                                            | Jaime Gil de Biedma                                                       | (rtve.es/play)              |                             |
| 4                           | 4                           | 30.09.2010                  | Rafael Azcona                                            | Rafael Azcona                                                             | (rtve.es/play)              |                             |
| 5                           | 5                           | 02.10.2010                  | Danza en dos tiempos                                     | Ángel Corella y Alicia Alonso                                             | (rtve.es/play)              |                             |
| 6                           | 6                           | 02.10.2010                  | Alicia Alonso y Rudolph Nureyev                          | Alicia Alonso y Rudolph Nureyev                                           | (rtve.es/play)              |                             |
| 7                           | 7                           | 07.10.2010                  | Alicia Alonso. Para que Giselle no muriera               | Alicia Alonso                                                             | (rtve.es/play)              |                             |
| 8                           | 8                           | 21.10.2010                  | Roberto Bolaño: El último maldito                        | Roberto Bolaño                                                            | (rtve.es/play)              |                             |
| 9                           | 9                           | 04.11.2010                  | Concha Piquer                                            | Concha Piquer                                                             | (rtve.es/play)              |                             |
| 10                          | 10                          | 18.11.2010                  | Jaume Vicens Vives                                       | Jaume Vicens Vives                                                        | (rtve.es/play)              |                             |
| 11                          | 11                          | 25.11.2010                  | La tierra de las mil orquestas                           | Sistema Nacional de Orquestas y Coros Juveniles e Infantiles de Venezuela | (rtve.es/play)              |                             |
| 12                          | 12                          | 16.12.2010                  | Maruja Mallo                                             | Maruja Mallo                                                              | (rtve.es/play)              |                             |
| 13                          | 13                          | 23.12.2010                  | Gregorio Marañón: Médico, humanista y liberal            | Gregorio Marañón                                                          | (rtve.es/play)              |                             |
| 14                          | 14                          | 06.01.2011                  | Albéniz. El color de la música                           | Isaac Albéniz                                                             | (rtve.es/play)              |                             |
| 15                          | 15                          | 14.01.2011                  | Gonzalo Torrente Ballester                               | Gonzalo Torrente Ballester                                                | (rtve.es/play)              |                             |
| 16                          | 16                          | 28.01.2011                  | Antonio Gades. La ética de la danza                      | Antonio Gades                                                             | (rtve.es/play)              |                             |
| 17                          | 17                          | 04.02.2011                  | Fortuny y la lámpara maravillosa                         | Mariano Fortuny y Madrazo                                                 | (rtve.es/play)              |                             |
| 18                          | 18                          | 18.02.2011                  | ARCO cumple 30 años                                      | ARCO                                                                      | (rtve.es/play)              |                             |
| 19                          | 19                          | 18.03.2011                  | Los cuentacuentos                                        | Cuentacuentos                                                             | (rtve.es/play)              |                             |
| 20                          | 20                          | 25.03.2011                  | Juan Carlos Onetti                                       | Juan Carlos Onetti                                                        | (rtve.es/play)              |                             |
| 21                          | 21                          | 01.04.2011                  | Cristina Hoyos                                           | Cristina Hoyos                                                            | (rtve.es/play)              |                             |
| 22                          | 22                          | 08.04.2011                  | Caballé, más allá de la música                           | Montserrat Caballé                                                        | (rtve.es/play)              |                             |
| 23                          | 23                          | 22.04.2011                  | Josep Pla                                                | Josep Pla                                                                 | (rtve.es/play)              |                             |
| 24                          | 24                          | 14.05.2011                  | Pepín Bello: Así pasen cien años                         | Pepín Bello                                                               | (rtve.es/play)              |                             |
| 25                          | 25                          | 03.06.2011                  | ¿Quién fue Pilar Miró?                                   | Pilar Miró                                                                | (rtve.es/play)              |                             |
| 26                          | 26                          | 10.06.2011                  | Enrique Herreros. Cuando Hollywood estaba en la Gran Vía | Enrique Herreros                                                          | (rtve.es/play)              |                             |
| 27                          | 27                          | 24.06.2011                  | El incierto señor Cunqueiro                              | Álvaro Cunqueiro                                                          | (rtve.es/play)              |                             |

### Temporada 2 (2011-2012)
| Lista de episodios emitidos | Lista de episodios emitidos | Lista de episodios emitidos | Lista de episodios emitidos                    | Lista de episodios emitidos  | Lista de episodios emitidos | Lista de episodios emitidos |
| Núm. total                  | Núm. temporada              | Fecha de estreno            | Título                                         | Protagonista/s               | Link                        |                             |
| --------------------------- | --------------------------- | --------------------------- | ---------------------------------------------- | ---------------------------- | --------------------------- | --------------------------- |
| 28                          | 1                           | 23.09.2011                  | Terenci Moix                                   | Terenci Moix                 | (rtve.es/play)              |                             |
| 29                          | 2                           | 22.01.2012                  | La danza de los locos (Víctor Ullate)          | Víctor Ullate                | (rtve.es/play)              |                             |
| 30                          | 3                           | 29.01.2012                  | Imperio Argentina: luces y sombras de una vida | Imperio Argentina            | (rtve.es/play)              |                             |
| 31                          | 4                           | 19.02.2012                  | De tertulia con Valle-Inclán                   | Ramón María del Valle-Inclán | (rtve.es/play)              |                             |
| 32                          | 5                           | 01.04.2012                  | Medio violín, una butaca y un piano            | Xavier Montsalvatge          | (rtve.es/play)              |                             |
| 33                          | 6                           | 08.04.2012                  | Domènech i Montaner, un arquitecto poliédrico  | Lluís Domènech i Montaner    | (rtve.es/play)              |                             |
| 34                          | 7                           | 06.05.2012                  | Álvaro Cunqueiro                               | Álvaro Cunqueiro             | (rtve.es/play)              |                             |
| 35                          | 8                           | 20.05.2012                  | Julio Cortázar                                 | Julio Cortázar               | (rtve.es/play)              |                             |

### Temporada 3 (2012-2013)
| Lista de episodios emitidos | Lista de episodios emitidos | Lista de episodios emitidos | Lista de episodios emitidos                                | Lista de episodios emitidos | Lista de episodios emitidos | Lista de episodios emitidos |
| Núm. total                  | Núm. temporada              | Fecha de estreno            | Título                                                     | Protagonista/s              | Link                        |                             |
| --------------------------- | --------------------------- | --------------------------- | ---------------------------------------------------------- | --------------------------- | --------------------------- | --------------------------- |
| 36                          | 1                           | 30.11.2012                  | Antonio Machado. Los mundos sutiles                        | Antonio Machado             | (rtve.es/play)              |                             |
| 37                          | 2                           | 07.12.2012                  | Joaquín Achúcarro                                          | Joaquín Achúcarro           | (rtve.es/play)              |                             |
| 38                          | 3                           | 14.12.2012                  | Elías Querejeta                                            | Elías Querejeta             | (rtve.es/play)              |                             |
| 39                          | 4                           | 04.01.2013                  | Ana María Matute: La niña de los cabellos blancos          | Ana María Matute            | (rtve.es/play)              |                             |
| 40                          | 5                           | 13.01.2013                  | Antonio Mingote                                            | Antonio Mingote             | (rtve.es/play)              |                             |
| 41                          | 6                           | 20.01.2013                  | Brava Victoria                                             | Victoria de los Ángeles     | (rtve.es/play)              |                             |
| 42                          | 7                           | 04.02.2013                  | "Antonio el forgesporáneo", retrato en viñetas de 'Forges' | Forges                      | (rtve.es/play)              |                             |
| 43                          | 8                           | 11.02.2013                  | Chema Madoz, regar lo escondido                            | Chema Madoz                 | (rtve.es/play)              |                             |
| 44                          | 9                           | 11.03.2013                  | Caleidoscopio Montalbán                                    | Manuel Vázquez Montalbán    | (rtve.es/play)              |                             |
| 45                          | 10                          | 18.03.2013                  | El mundo rotundo de Fernando Botero                        | Fernando Botero             | (rtve.es/play)              |                             |
| 46                          | 11                          | 08.04.2013                  | Picasso y Barcelona                                        | Pablo Picasso               | (rtve.es/play)              |                             |
| 47                          | 12                          | 14.04.2013                  | Pau Casals, la música por la paz                           | Pau Casals                  | (rtve.es/play)              |                             |

### Temporada 4 (2013-2014)
| Lista de episodios emitidos | Lista de episodios emitidos | Lista de episodios emitidos | Lista de episodios emitidos                        | Lista de episodios emitidos | Lista de episodios emitidos | Lista de episodios emitidos |
| Núm. total                  | Núm. temporada              | Fecha de estreno            | Título                                             | Protagonista/s              | Link                        |                             |
| --------------------------- | --------------------------- | --------------------------- | -------------------------------------------------- | --------------------------- | --------------------------- | --------------------------- |
| 48                          | 1                           | 20.10.2013                  | Els Comediants: Con el sol en la maleta            | Els Comediants              | (rtve.es/play)              |                             |
| 49                          | 2                           | 27.10.2013                  | Silvio Rodríguez, Ojalá                            | Silvio Rodríguez            | (rtve.es/play)              |                             |
| 50                          | 3                           | 03.11.2013                  | Elio Berhanyer, maestro del diseño                 | Elio Berhanyer              | (rtve.es/play)              |                             |
| 51                          | 4                           | 10.11.2013                  | Taro, el eco de Manrique                           | César Manrique              | (rtve.es/play)              |                             |
| 52                          | 5                           | 17.11.2013                  | ¡Carmen!, la Capitana (Carmen Amaya)               | Carmen Amaya                | (rtve.es/play)              |                             |
| 53                          | 6                           | 01.12.2013                  | Salvador Espriu                                    | Salvador Espriu             | (rtve.es/play)              |                             |
| 54                          | 7                           | 12.12.2013                  | Plácido Domingo                                    | Plácido Domingo             | (rtve.es/play)              |                             |
| 55                          | 8                           | 22.12.2013                  | Semprún sin Semprún                                | Jorge Semprún               | (rtve.es/play)              |                             |
| 56                          | 9                           | 10.01.2014                  | La historia de 'La Fura dels Baus'                 | La Fura dels Baus           | (rtve.es/play)              |                             |
| 57                          | 10                          | 15.01.2014                  | Ole, ole, Lola Flores                              | Lola Flores                 | (rtve.es/play)              |                             |
| 58                          | 11                          | 31.01.2014                  | Albert Boadella, el código del buen juglar         | Albert Boadella             | (rtve.es/play)              |                             |
| 59                          | 12                          | 28.02.2014                  | Gil Parrondo, desde mi ventana                     | Gil Parrondo                | (rtve.es/play)              |                             |
| 60                          | 13                          | 07.03.2014                  | Nosotras que contamos: Josefina Carabias           | Josefina Carabias           | (rtve.es/play)              |                             |
| 61                          | 14                          | 21.03.2014                  | Gabriel Ferrater                                   | Gabriel Ferrater            | (rtve.es/play)              |                             |
| 62                          | 15                          | 28.03.2014                  | Manuel Pertegaz, el hombre que vistió a los cisnes | Manuel Pertegaz             | (rtve.es/play)              |                             |
| 63                          | 16                          | 04.04.2014                  | Remedios Varo                                      | Remedios Varo               | (rtve.es/play)              |                             |
| 64                          | 17                          | 25.04.2014                  | Gervasio Sánchez, testigo de guerra                | Gervasio Sánchez            | (rtve.es/play)              |                             |
| 65                          | 18                          | 02.05.2014                  | Eva Yerbabuena, cuando yo era                      | Eva Yerbabuena              | (rtve.es/play)              |                             |
| 66                          | 19                          | 09.05.2014                  | Sin hilos (Que Inventen ellos)                     | Julio Cervera Baviera       | (rtve.es/play)              |                             |
| 67                          | 20                          | 16.05.2014                  | Josep Lluís Sert, un sueño nómada                  | Josep Lluís Sert            | (rtve.es/play)              |                             |
| 68                          | 21                          | 23.05.2014                  | Aldecoa, la huida al paraíso (Cuaderno de Godo)    | Ignacio Aldecoa             | (rtve.es/play)              |                             |
| 69                          | 22                          | 30.05.2014                  | Josefina Castellví, los recuerdos del hielo        | Josefina Castellví          | (rtve.es/play)              |                             |
| 70                          | 23                          | 06.06.2014                  | Canal de futuro (Joaquín Costa)                    | Joaquín Costa               | (rtve.es/play)              |                             |

### Temporada 5 (2014-2015)
| Lista de episodios emitidos | Lista de episodios emitidos | Lista de episodios emitidos | Lista de episodios emitidos                    | Lista de episodios emitidos    | Lista de episodios emitidos    | Lista de episodios emitidos |
| Núm. total                  | Núm. temporada              | Fecha de estreno            | Título                                         | Protagonista/s                 | Link                           |                             |
| --------------------------- | --------------------------- | --------------------------- | ---------------------------------------------- | ------------------------------ | ------------------------------ | --------------------------- |
| 71                          | 1                           | 26.09.2014                  | Energía Santos (Carles Santos)                 | Carles Santos Ventura          | (rtve.es/play)                 |                             |
| 72                          | 2                           | 03.10.2014                  | Unamuno, el pensador apasionado                | Miguel de Unamuno              | (rtve.es/play)                 |                             |
| 73                          | 3                           | 17.10.2014                  | José Luis Sampedro. Provocando con Sampedro    | José Luis Sampedro             | (rtve.es/play)                 |                             |
| 74                          | 4                           | 24.10.2014                  | La forja de Martín Chirino                     | Martín Chirino                 | (rtve.es/play)                 |                             |
| 75                          | 5                           | 31.10.2014                  | Juan Genovés: 100x120 encendido                | Juan Genovés                   | (rtve.es/play)                 |                             |
| 76                          | 6                           | 14.11.2014                  | Michel Camilo, todos los colores del piano     | Michel Camilo                  | (rtve.es/play)                 |                             |
| 77                          | 7                           | 28.11.2014                  | Bigas Luna: "El buen anfitrión"                | Bigas Luna                     | (rtve.es/play)                 |                             |
| 78                          | 8                           | 12.12.2014                  | El Brujo                                       | Rafael Álvarez "El Brujo"      | (rtve.es/play)                 |                             |
| 79                          | 9                           | 19.12.2014                  | Jardiel Poncela                                | Jardiel Poncela                | (rtve.es/play)                 |                             |
| 80                          | 10                          | 26.12.2014                  | No te mueras sin ir a Ronchamp (Sáenz de Oíza) | Francisco Javier Sáenz de Oiza | (rtve.es/play)<>(rtve.es/play) |                             |
| 81                          | 11                          | 02.01.2015                  | Octavio Paz, 100 Años                          | Octavio Paz                    | (rtve.es/play)                 |                             |
| 82                          | 12                          | 13.02.2015                  | Jordi Savall y Los Borgia                      | Jordi Savall                   | (rtve.es/play)                 |                             |
| 83                          | 13                          | 27.02.2015                  | Martirio                                       | Martirio                       | (rtve.es/play)                 |                             |
| 84                          | 14                          | 10.04.2015                  | Mary Santpere, la reina del Paralelo           | Mary Santpere                  | (rtve.es/play)                 |                             |
| 85                          | 15                          | 24.04.2015                  | Figuración con paisaje, Antonio Gala           | Antonio Gala                   | (rtve.es/play)                 |                             |
| 86                          | 16                          | 08.05.2015                  | Cristóbal Halffter, libertad imaginada         | Cristóbal Halffter             | (rtve.es/play)                 |                             |
| 87                          | 17                          | 22.05.2015                  | Nuria Espert. Una mujer de teatro              | Nuria Espert                   | (rtve.es/play)                 |                             |
| 88                          | 18                          | 29.05.2015                  | El tiempo y las cosas. Toni Catany             | Toni Catany                    | (rtve.es/play)                 |                             |
| 89                          | 19                          | 05.06.2015                  | Chapí. La esencia de la zarzuela               | Ruperto Chapí                  | (rtve.es/play)                 |                             |
| 90                          | 20                          | 25.06.2015                  | Juan Goytisolo (Medineando)                    | Juan Goytisolo                 | (rtve.es/play)                 |                             |

### Temporada 6 (2015-2016)
| Lista de episodios emitidos | Lista de episodios emitidos | Lista de episodios emitidos | Lista de episodios emitidos                           | Lista de episodios emitidos | Lista de episodios emitidos | Lista de episodios emitidos |
| Núm. total                  | Núm. temporada              | Fecha de estreno            | Título                                                | Protagonista/s              | Link                        |                             |
| --------------------------- | --------------------------- | --------------------------- | ----------------------------------------------------- | --------------------------- | --------------------------- | --------------------------- |
| 91                          | 1                           | 02.10.2015                  | Jorge Pardo, en el 3 y el 2                           | Jorge Pardo                 | (rtve.es/play)              |                             |
| 92                          | 2                           | 09.10.2015                  | Las Sinsombrero (I)                                   | Las Sinsombrero             | (rtve.es/play)              |                             |
| 93                          | 3                           | 30.10.2015                  | Antonio Muñoz Molina, el oficio de escritor           | Antonio Muñoz Molina        | (rtve.es/play)              |                             |
| 94                          | 4                           | 27.11.2015                  | Fernando Guillén: "En el uso de la palabra"           | Fernando Guillén            | (rtve.es/play)              |                             |
| 95                          | 5                           | 11.12.2015                  | Sinfonía de estrellas (Carme Ruscalleda)              | Carme Ruscalleda            | (rtve.es/play)              |                             |
| 96                          | 6                           | 18.12.2015                  | Tohu bohu. Fernando Arrabal                           | Fernando Arrabal            | (rtve.es/play)              |                             |
| 97                          | 7                           | 29.01.2016                  | La reina de la zarzuela                               | Pepita Embil                | (rtve.es/play)              |                             |
| 98                          | 8                           | 12.02.2016                  | Gustavo Bueno. La vuelta a la caverna                 | Gustavo Bueno               | (rtve.es/play)              |                             |
| 99                          | 9                           | 26.02.2016                  | Joaquín Díaz, palabras contra el olvido               | Joaquín Díaz González       | (rtve.es/play)              |                             |
| 100                         | 10                          | 04.04.2016                  | Manolo Tena, un extraño en el paraíso                 | Manolo Tena                 | (rtve.es/play)              |                             |
| 101                         | 11                          | 15.04.2016                  | El arquitecto de Nueva York (Rafael Guastavino)       | Rafael Guastavino           | (rtve.es/play)              |                             |
| 102                         | 12                          | 22.04.2016                  | Calixto Bieito                                        | Calixto Bieito              | (rtve.es/play)              |                             |
| 103                         | 13                          | 29.04.2016                  | Carmen Laforet. El miedo y la gloria: La chica rara   | Carmen Laforet              | (rtve.es/play)              |                             |
| 104                         | 14                          | 06.05.2016                  | Brossa, poeta transitable                             | Joan Brossa                 | (rtve.es/play)              |                             |
| 105                         | 15                          | 13.05.2016                  | Rovira Beleta. Crónica pendiente                      | Francesc Rovira i Beleta    | (rtve.es/play)              |                             |
| 106                         | 16                          | 27.05.2016                  | Dime por qué estás buscando (Soledad Puértolas)       | Soledad Puértolas           | (rtve.es/play)              |                             |
| 107                         | 17                          | 17.06.2016                  | Tiempo de Leyenda (Camarón de la Isla)                | Camarón de la Isla          | (rtve.es/play)              |                             |
| 108                         | 18                          | 24.06.2016                  | Extraña forma de vida. Retrato literario (Vila-Matas) | Enrique Vila-Matas          | (rtve.es/play)              |                             |

### Temporada 7 (2016-2017)
| Lista de episodios emitidos | Lista de episodios emitidos | Lista de episodios emitidos | Lista de episodios emitidos                       | Lista de episodios emitidos | Lista de episodios emitidos | Lista de episodios emitidos |
| Núm. total                  | Núm. temporada              | Fecha de estreno            | Título                                            | Protagonista/s              | Link                        |                             |
| --------------------------- | --------------------------- | --------------------------- | ------------------------------------------------- | --------------------------- | --------------------------- | --------------------------- |
| 109                         | 1                           | 03.10.2016                  | Lo profundo es el aire (Chillida)                 | Eduardo Chillida            | (rtve.es/play)              |                             |
| 110                         | 2                           | 10.10.2016                  | La cláusula Balcells                              | Carmen Balcells             | (rtve.es/play)              |                             |
| 111                         | 2                           | 31.10.2016                  | Angalía Mzungu ("mira al blanco"). Isabel Muñoz   | Isabel Muñoz                | (rtve.es/play)              |                             |
| 112                         | 4                           | 14.11.2016                  | Xavier Cugat: "Sexo, maracas y chihuahuas"        | Xavier Cugat                | (rtve.es/play)              |                             |
| 113                         | 5                           | 28.11.2016                  | José Luis Gómez. La máscara y la palabra          | José Luis Gómez             | (rtve.es/play)              |                             |
| 114                         | 6                           | 19.12.2016                  | El extraño caso de Gonzalo Suárez                 | Gonzalo Suárez              | (rtve.es/play)              |                             |
| 115                         | 7                           | 30.01.2017                  | Trabajando con Carlos Saura                       | Carlos Saura                | (rtve.es/play)              |                             |
| 116                         | 8                           | 06.02.2017                  | Jacques Léonard, 'El payo Chac'                   | Jacques Léonard             | (rtve.es/play)              |                             |
| 117                         | 9                           | 27.02.2017                  | El mundo de Ángeles Santos                        | Ángeles Santos Torroella    | (rtve.es/play)              |                             |
| 118                         | 10                          | 27.03.2017                  | El Capitán Centellas (Antonio Buero Vallejo)      | Antonio Buero Vallejo       | (rtve.es/play)              |                             |
| 119                         | 11                          | 01.05.2017                  | Las manos de Alicia                               | Alicia de Larrocha          | (rtve.es/play)              |                             |
| 120                         | 12                          | 08.05.2017                  | Joaquín Sorolla: los viajes de la luz             | Joaquín Sorolla             | (rtve.es/play)              |                             |
| 121                         | 13                          | 22.05.2017                  | Chicho Ibáñez Serrador: "Historias para recordar" | Chicho Ibáñez Serrador      | (rtve.es/play)              |                             |
| 122                         | 14                          | 29.05.2017                  | Toni Segarra, un tipo que escribe anuncios        | Toni Segarra                | (rtve.es/play)              |                             |
| 123                         | 15                          | 12.06.2017                  | Jujol - Gaudí, dos genios de la arquitectura      | Josep Maria Jujol           | (rtve.es/play)              |                             |
| 124                         | 16                          | 19.06.2017                  | Miguel Picazo, un cineasta extramuros             | Miguel Picazo               | (rtve.es/play)              |                             |
| 125                         | 17                          | 26.06.2017                  | La guitarra de Tomatito                           | Tomatito                    | (rtve.es/play)              |                             |

### Temporada 8 (2017-2018)
| Lista de episodios emitidos | Lista de episodios emitidos | Lista de episodios emitidos | Lista de episodios emitidos                          | Lista de episodios emitidos                  | Lista de episodios emitidos | Lista de episodios emitidos |
| Núm. total                  | Núm. temporada              | Fecha de estreno            | Título                                               | Protagonista/s                               | Link                        |                             |
| --------------------------- | --------------------------- | --------------------------- | ---------------------------------------------------- | -------------------------------------------- | --------------------------- | --------------------------- |
| 126                         | 1                           | 09.10.2017                  | La danza de Formentor (Camilo José Cela)             | Camilo José Cela                             | (rtve.es/play)              |                             |
| 127                         | 2                           | 30.10.2017                  | Juanito Valderrama, la voz que ilustró un siglo      | Juanito Valderrama                           | (rtve.es/play)              |                             |
| 128                         | 3                           | 06.11.2017                  | Lola Herrera: Vivir en el aire                       | Lola Herrera                                 | (rtve.es/play)              |                             |
| 129                         | 4                           | 20.11.2017                  | Azorín. La imagen y la palabra                       | Azorín                                       | (rtve.es/play)              |                             |
| 130                         | 5                           | 04.12.2017                  | Luis del Olmo. Protagonista                          | Luis del Olmo                                | (rtve.es/play)              |                             |
| 131                         | 6                           | 18.12.2017                  | Vida y comedia. Compañía Alba Caba Gutiérrez Escolar | Emilio Gutiérrez Caba y Julia Gutiérrez Caba | (rtve.es/play)              |                             |
| 132                         | 7                           | 29.01.2018                  | Gila nunca fue serio                                 | Miguel Gila                                  | (rtve.es/play)              |                             |
| 133                         | 8                           | 12.03.2018                  | El animal humano. Félix Rodríguez de la Fuente       | Félix Rodríguez de la Fuente                 | (rtve.es/play)              |                             |
| 134                         | 9                           | 23.04.2018                  | La verdad sobre el caso Mendoza                      | Eduardo Mendoza                              | (rtve.es/play)              |                             |
| 135                         | 10                          | 30.04.2018                  | Black Is Black                                       | Los Bravos                                   | (rtve.es/play)              |                             |
| 136                         | 11                          | 14.05.2018                  | Josep Renau. El arte en peligro                      | Josep Renau                                  | (rtve.es/play)              |                             |
| 137                         | 12                          | 28.05.2018                  | La Chana                                             | La Chana                                     | (rtve.es/play)              |                             |

### Temporada 9 (2018-2019)
| Lista de episodios emitidos | Lista de episodios emitidos | Lista de episodios emitidos | Lista de episodios emitidos                                 | Lista de episodios emitidos | Lista de episodios emitidos | Lista de episodios emitidos |
| Núm. total                  | Núm. temporada              | Fecha de estreno            | Título                                                      | Protagonista/s              | Link                        |                             |
| --------------------------- | --------------------------- | --------------------------- | ----------------------------------------------------------- | --------------------------- | --------------------------- | --------------------------- |
| 138                         | 1                           | 07.10.2018                  | La línea de la sombra. Alberto García-Alix                  | Alberto García-Alix         | (rtve.es/play)              |                             |
| 139                         | 2                           | 14.10.2018                  | Ibarrola, artista indomable                                 | Agustín Ibarrola            | (rtve.es/play)              |                             |
| 140                         | 3                           | 28.10.2018                  | El afán por entender, Iñaki Gabilondo                       | Iñaki Gabilondo             | (rtve.es/play)              |                             |
| 141                         | 4                           | 11.11.2018                  | Chiquito, el cantaor de atrás                               | Chiquito de la Calzada      | (rtve.es/play)              |                             |
| 142                         | 5                           | 18.11.2018                  | María Pagés, el cuerpo habitado                             | María Pagés                 | (rtve.es/play)              |                             |
| 143                         | 6                           | 25.11.2018                  | María Moliner, tendiendo palabras                           | María Moliner               | (rtve.es/play)              |                             |
| 144                         | 7                           | 23.12.2018                  | Paco Martínez Soria. El precio de la risa                   | Paco Martínez Soria         | (rtve.es/play)              |                             |
| 145                         | 8                           | 20.01.2019                  | Baltasar Lobo, la soledad del escultor                      | Baltasar Lobo               | (rtve.es/play)              |                             |
| 146                         | 9                           | 03.02.2019                  | Fernando Savater, ahora que lo pienso                       | Fernando Savater            | (rtve.es/play)              |                             |
| 147                         | 10                          | 10.03.2019                  | Las Sinsombrero (II) Ocultas e impecables                   | Las Sinsombrero             | (rtve.es/play)              |                             |
| 148                         | 11                          | 07.04.2019                  | 'El amor y la muerte' Historia de Enrique Granados          | Enrique Granados            | (rtve.es/play)              |                             |
| 149                         | 12                          | 05.05.2019                  | Camilo sinfónico, vivir así (Camilo Sesto)                  | Camilo Sesto                | (rtve.es/play)              |                             |
| 150                         | 13                          | 12.05.2019                  | 'Tierras solares', los viajes de Rubén Darío por Andalucía  | Rubén Darío                 | (rtve.es/play)              |                             |
| 151                         | 14                          | 23.06.2019                  | Juana Biarnés, una entre todos                              | Juana Biarnés               | (rtve.es/play)              |                             |
| 152                         | 15                          | 30.06.2019                  | Mario Vargas Llosa, escribir para vivir: Mario y los perros | Mario Vargas Llosa          | (rtve.es/play)              |                             |

### Temporada 10 (2019-2020)
| Lista de episodios emitidos | Lista de episodios emitidos | Lista de episodios emitidos | Lista de episodios emitidos                              | Lista de episodios emitidos | Lista de episodios emitidos | Lista de episodios emitidos |
| Núm. total                  | Núm. temporada              | Fecha de estreno            | Título                                                   | Protagonista/s              | Link                        |                             |
| --------------------------- | --------------------------- | --------------------------- | -------------------------------------------------------- | --------------------------- | --------------------------- | --------------------------- |
| 153                         | 1                           | 29.09.2019                  | Eugenio: Blanco o negro                                  | Eugenio                     | (rtve.es/play)              |                             |
| 154                         | 2                           | 13.10.2019                  | Isla, vuelo y horizonte (María Belén Morales)            | María Belén Morales         | (rtve.es/play)              |                             |
| 155                         | 3                           | 20.10.2019                  | Carmen Maura ¡Ay, Carmen!                                | Carmen Maura                | (rtve.es/play)              |                             |
| 156                         | 4                           | 03.11.2019                  | Cristina Rota: beber bajo el agua                        | Cristina Rota               | (rtve.es/play)              |                             |
| 157                         | 5                           | 17.11.2019                  | Peret, yo soy la rumba                                   | Peret                       | (rtve.es/play)              |                             |
| 158                         | 6                           | 24.11.2019                  | Una mujer sin sombra: Asunción Balaguer                  | Asunción Balaguer           | (rtve.es/play)              |                             |
| 159                         | 7                           | 03.12.2019                  | Gay Mercader trajo a The Rolling Stones a España en 1982 | Gay Mercader                | (rtve.es/play)              |                             |
| 160                         | 8                           | 15.12.2019                  | Todos los nombres de Sara (Sara Montiel)                 | Sara Montiel                | (rtve.es/play)              |                             |
| 161                         | 9                           | 22.12.2019                  | Pablo Gargallo, la escultura luminosa                    | Pablo Gargallo              | (rtve.es/play)              |                             |
| 162                         | 10                          | 29.12.2019                  | María Casares                                            | María Casares               | (rtve.es/play)              |                             |
| 163                         | 11                          | 02.02.2020                  | Luis Goytisolo. Antagonías                               | Luis Goytisolo              | (rtve.es/play)              |                             |
| 164                         | 12                          | 16.02.2020                  | Ángel Llorca                                             | Ángel Llorca                | (rtve.es/play)              |                             |
| 165                         | 13                          | 23.02.2020                  | Jesús López Cobos, música en las manos                   | Jesús López Cobos           | (rtve.es/play)              |                             |
| 166                         | 14                          | 01.03.2020                  | Jorge Herralde. Anagrama de un editor                    | Jorge Herralde              | (rtve.es/play)              |                             |
| 167                         | 15                          | 08.03.2020                  | Teresa Ramón: Carrasca                                   | Teresa Ramón                | (rtve.es/play)              |                             |
| 168                         | 16                          | 05.04.2020                  | Rudolf Häsler                                            | Rudolf Häsler               | (rtve.es/play)              |                             |
| 169                         | 17                          | 19.04.2020                  | Menéndez Pidal, la historia oculta de las palabras       | Ramón Menéndez Pidal        | (rtve.es/play)              |                             |
| 170                         | 18                          | 10.05.2020                  | Emilio Herrera                                           | Emilio Herrera              | (rtve.es/play)              |                             |
| 171                         | 19                          | 28.06.2020                  | Ángel Pavlovsky                                          | Ángel Pavlovsky             | (rtve.es/play)              |                             |

### Temporada 11 (2020-2021)
| Lista de episodios emitidos | Lista de episodios emitidos | Lista de episodios emitidos | Lista de episodios emitidos                              | Lista de episodios emitidos  | Lista de episodios emitidos | Lista de episodios emitidos |
| Núm. total                  | Núm. temporada              | Fecha de estreno            | Título                                                   | Protagonista/s               | Link                        |                             |
| --------------------------- | --------------------------- | --------------------------- | -------------------------------------------------------- | ---------------------------- | --------------------------- | --------------------------- |
| 172                         | 1                           | 20.09.2020                  | Un país en Labordeta                                     | José Antonio Labordeta       | (rtve.es/play)              |                             |
| 173                         | 2                           | 04.10.2020                  | Cruz Novillo, 'El hombre que diseñó España'              | José María Cruz Novillo      | (rtve.es/play)              |                             |
| 174                         | 3                           | 11.10.2020                  | Víctor Manuel, el abuelo Víctor                          | Víctor Manuel                | (rtve.es/play)              |                             |
| 175                         | 4                           | 18.10.2020                  | Delibes, la X de Max                                     | Miguel Delibes               | (rtve.es/play)              |                             |
| 176                         | 5                           | 25.10.2020                  | No sonría. Alberto Schommer                              | Alberto Schommer             | (rtve.es/play)              |                             |
| 177                         | 6                           | 01.11.2020                  | Javier Reverte, el amigo de Ulises                       | Javier Reverte               | (rtve.es/play)              |                             |
| 178                         | 7                           | 08.11.2020                  | El Tricicle, 40 años y punto final                       | Tricicle                     | (rtve.es/play)              |                             |
| 179                         | 8                           | 15.11.2020                  | Antonio López, apuntes del natural                       | Antonio López García         | (rtve.es/play)              |                             |
| 180                         | 9                           | 22.11.2020                  | Mario Pacheco, revelando a Mario                         | Mario Pacheco                | (rtve.es/play)              |                             |
| 181                         | 10                          | 29.11.2020                  | El siglo de Galdós                                       | Benito Pérez Galdós          | (rtve.es/play)              |                             |
| 182                         | 11                          | 06.12.2020                  | Eduard Punset, la urgencia del tiempo                    | Eduard Punset                | (rtve.es/play)              |                             |
| 183                         | 12                          | 13.12.2020                  | Antonio Machado. Los días azules                         | Antonio Machado              | (rtve.es/play)              |                             |
| 184                         | 13                          | 20.12.2020                  | Ibáñez                                                   | Francisco Ibáñez             | (rtve.es/play)              |                             |
| 185                         | 14                          | 10.01.2021                  | Ainhoa Arteta, mariposas blancas                         | Ainhoa Arteta                | (rtve.es/play)              |                             |
| 186                         | 15                          | 24.01.2021                  | Bécquer y las brujas                                     | Gustavo Adolfo Bécquer       | (rtve.es/play)              |                             |
| 187                         | 16                          | 07.02.2021                  | Manu Leguineche. El bohemio número 10                    | Manu Leguineche              | (rtve.es/play)              |                             |
| 188                         | 17                          | 14.02.2021                  | Siete días con Alberto Corazón                           | Alberto Corazón              | (rtve.es/play)              |                             |
| 189                         | 18                          | 21.02.2021                  | Soledad Sevilla: Milímetro de soledad                    | Soledad Sevilla              | (rtve.es/play)              |                             |
| 190                         | 19                          | 28.02.2021                  | La reina de las nieves. Carmen Martín Gaite              | Carmen Martín Gaite          | (rtve.es/play)              |                             |
| 191                         | 20                          | 07.03.2021                  | Las Sinsombrero (III) El exilio                          | Las Sinsombrero              | (rtve.es/play)              |                             |
| 192                         | 21                          | 21.03.2021                  | El hombre y la música (Antón García Abril)               | Antón García Abril           | (rtve.es/play)              |                             |
| 193                         | 22                          | 04.04.2021                  | Antonio Chamorro. La ciencia olvidada                    | Antonio Chamorro             | (rtve.es/play)              |                             |
| 194                         | 23                          | 11.04.2021                  | Marcelino, el mejor payaso del mundo                     | Marcelino Orbés              | (rtve.es/play)              |                             |
| 195                         | 24                          | 18.04.2021                  | La corte de Ana                                          | Ana Belén                    | (rtve.es/play)              |                             |
| 196                         | 25                          | 25.04.2021                  | León Felipe, el poeta peregrino                          | León Felipe                  | (rtve.es/play)              |                             |
| 197                         | 26                          | 02.05.2021                  | Canogar. Las formas del arte                             | Rafael Canogar               | (rtve.es/play)              |                             |
| 198                         | 27                          | 09.05.2021                  | Cartas desde Argónida (José Manuel Caballero Bonald)     | José Manuel Caballero Bonald | (rtve.es/play)              |                             |
| 199                         | 28                          | 16.05.2021                  | Gay Mercader: El gran Mercader del Rock and Roll         | Gay Mercader                 | (rtve.es/play)              |                             |
| 200                         | 29                          | 23.05.2021                  | Juan Muñoz, poeta del espacio                            | Juan Muñoz                   | (rtve.es/play)              |                             |
| 201                         | 30                          | 06.06.2021                  | Descubriendo a José Padilla                              | José Padilla Sánchez         | (rtve.es/play)              |                             |
| 202                         | 31                          | 13.06.2021                  | Berlanga, el sentimiento austrohúngaro de la vida (2021) | Luis García Berlanga         | (rtve.es/play)              |                             |
| 203                         | 32                          | 20.06.2021                  | Raphael, desde Rusia con amor                            | Raphael                      | (rtve.es/play)              |                             |
| 204                         | 33                          | 27.06.2021                  | Esther Ferrer: Diálogos interrumpidos                    | Esther Ferrer                | (rtve.es/play)              |                             |
| 205                         | 34                          | 04.07.2021                  | José Sacristán 'Yo quería ser Tyrone Power'              | José Sacristán               | (rtve.es/play)              |                             |

### Temporada 12 (2021-2022)
| Lista de episodios emitidos | Lista de episodios emitidos | Lista de episodios emitidos | Lista de episodios emitidos                             | Lista de episodios emitidos | Lista de episodios emitidos | Lista de episodios emitidos |
| Núm. total                  | Núm. temporada              | Fecha de estreno            | Título                                                  | Protagonista/s              | Link                        |                             |
| --------------------------- | --------------------------- | --------------------------- | ------------------------------------------------------- | --------------------------- | --------------------------- | --------------------------- |
| 206                         | 1                           | 26.09.2021                  | Fernando Fernán Gómez, el último gran conversador       | Fernando Fernán Gómez       | (rtve.es/play)              |                             |
| 207                         | 2                           | 03.10.2021                  | Joan Margarit, el poema i el mur                        | Joan Margarit               | (rtve.es/play)              |                             |
| 208                         | 3                           | 13.10.2021                  | Perico Chicote, el barman de las estrellas              | Perico Chicote              | (rtve.es/play)              |                             |
| 209                         | 4                           | 17.10.2021                  | Manolo Sanlúcar, el legado                              | Manolo Sanlúcar             | (rtve.es/play)              |                             |
| 210                         | 5                           | 24.10.2021                  | Pilar Lorengar, la voz y el silencio                    | Pilar Lorengar              | (rtve.es/play)              |                             |
| 211                         | 6                           | 31.10.2021                  | Agapito Marazuela                                       | Agapito Marazuela           | (rtve.es/play)              |                             |
| 212                         | 7                           | 07.11.2021                  | Enrique Urquijo, volver a ser un niño                   | Enrique Urquijo             | (rtve.es/play)              |                             |
| 213                         | 8                           | 14.11.2021                  | Antoni Campañà, la caja roja                            | Antoni Campañà              | (rtve.es/play)              |                             |
| 214                         | 9                           | 21.11.2021                  | Emilio Lledó, mirar con palabras                        | Emilio Lledó                | (rtve.es/play)              |                             |
| 215                         | 10                          | 28.11.2021                  | Enrique Morente, flamenco impuro                        | Enrique Morente             | (rtve.es/play)              |                             |
| 216                         | 11                          | 05.12.2021                  | Concha Velasco, memoria viva                            | Concha Velasco              | (rtve.es/play)              |                             |
| 217                         | 12                          | 12.12.2021                  | Mi vida entre las hormigas                              | Ilegales (banda española)   | (rtve.es/play)              |                             |
| 218                         | 13                          | 19.12.2021                  | Emilia Pardo Bazán, inclasificable                      | Emilia Pardo Bazán          | (rtve.es/play)              |                             |
| 219                         | 14                          | 26.12.2021                  | Luz Casal, en muchos tempos                             | Luz Casal                   | (rtve.es/play)              |                             |
| 220                         | 15                          | 16.01.2022                  | André Ricard, el diseño invisible                       | André Ricard Sala           | (rtve.es/play)              |                             |
| 221                         | 16                          | 30.01.2022                  | Francisco Umbral, anatomía de un dandy                  | Francisco Umbral            | (rtve.es/play)              |                             |
| 222                         | 17                          | 20.02.2022                  | Algo salvaje. La historia de Bambino                    | Bambino                     | (rtve.es/play)              |                             |
| 223                         | 18                          | 27.02.2022                  | Ruibal, por libre                                       | Javier Ruibal               | (rtve.es/play)              |                             |
| 224                         | 19                          | 06.03.2022                  | Me cuesta hablar de mí, Charo López                     | Charo López                 | (rtve.es/play)              |                             |
| 225                         | 20                          | 13.03.2022                  | Fernando Fernández Monje, Terremoto                     | Fernando Fernández Monje    | (rtve.es/play)              |                             |
| 226                         | 21                          | 20.03.2022                  | Aunque tú no lo sepas, la poesía de Luis García Montero | Luis García Montero         | (rtve.es/play)              |                             |
| 227                         | 22                          | 03.04.2022                  | Manuel Vicent, a cielo abierto                          | Manuel Vicent               | (rtve.es/play)              |                             |
| 228                         | 23                          | 01.05.2022                  | Cien años con Juan Rulfo                                | Juan Rulfo                  | (rtve.es/play)              |                             |
| 229                         | 24                          | 22.05.2022                  | Francisco Brines, los signos desvelados                 | Francisco Brines            | (rtve.es/play)              |                             |
| 230                         | 25                          | 05.06.2022                  | Juan Antonio Bardem, vitalista militante                | Juan Antonio Bardem         | (rtve.es/play)              |                             |
| 231                         | 26                          | 12.06.2022                  | César Manrique, utopía Manrique                         | César Manrique              | (rtve.es/play)              |                             |
| 232                         | 27                          | 19.06.2022                  | Danza Invisible. A este lado de la carretera            | Danza Invisible             | (rtve.es/play)              |                             |
| 233                         | 28                          | 00.00.2022                  | próximamente                                            | -                           | (rtve.es/play)              |                             |

### Temporada 13 (2022-2023)
| Lista de episodios emitidos | Lista de episodios emitidos | Lista de episodios emitidos | Lista de episodios emitidos | Lista de episodios emitidos | Lista de episodios emitidos | Lista de episodios emitidos |
| Núm. total                  | Núm. temporada              | Fecha de estreno            | Título                      | Protagonista/s              | Link                        |                             |
| --------------------------- | --------------------------- | --------------------------- | --------------------------- | --------------------------- | --------------------------- | --------------------------- |
| -                           | 1                           | 00.09.2022                  | próximamente                | -                           | (rtve.es/play)              |                             |

## Premios y reconocimientos
- 2012 "Juan Muñoz, poeta del espacio". Delfín de plata en la categoría de Documentales de Arte, Música y Cultura en los Cannes Corporate Media TV Awards.
- 2015 "Gervasio Sanchez, testigo de guerra". Delfín de oro al mejor Docudrama en los Cannes Corporate Media Tv Awards.
- 2016 "Rafael Guastavino, El arquitecto de Nueva York". Delfín de oro en la categoría de Documentales de Historia y Civilización en los Cannes Corporate Media TV Awards.
- 2017 "Rafael Guastavino, El arquitecto de Nueva York". Medalla de bronce en el Festival Internacional de Cine y Televisión de Nueva York Archivado el 12 de enero de 2018 en Wayback Machine.. Biografías.
- 2017 "Sinfonia de Estrellas, Carme Ruscalleda". Medalla de bronce en el Festival Internacional de Cine y Televisión de Nueva York Archivado el 12 de enero de 2018 en Wayback Machine.. Programas de Cocina.
- 2017 "Sinfonía de Estrellas, Carme Ruscalleda". Globo de oro en el World Media Festival Hamburgo Archivado el 21 de mayo de 2021 en Wayback Machine..
- 2017 "Michael Camilo, Todos los colores del piano". Globo de plata en el World Media Festival Hamburgo Archivado el 21 de mayo de 2021 en Wayback Machine..
- 2018 "Joaquín Sorolla: Los viajes de la luz". Medalla de bronce en el Festival Internacional de Cine y Televisión de Nueva York (enlace roto disponible en Internet Archive; véase el historial, la primera versión y la última).. Biografías.
- 2018 "El extraño caso de Gonzalo Suárez". Globo de plata en el World Media Festival Hamburgo Archivado el 21 de mayo de 2021 en Wayback Machine..
- 2019 "Perico Chicote, El barman de la estrellas". Premio del público en el festival Alive Doc Archivado el 24 de septiembre de 2019 en Wayback Machine. de Los Ángeles.
- 2019 Premio Nacional de Televisión[2]